# Hub Reed
Hubert F. "Hub" Reed (Harrah, Oklahoma, 4 de octubre de 1936 - Shawnee, Oklahoma, 28 de mayo de 2024) fue un jugador de baloncesto estadounidense que disputó siete temporadas en la NBA. Con 2,06 metros de estatura, jugaba en la posición de pívot.

## Trayectoria deportiva

### Universidad
Jugó durante tres temporadas con los Stars de la Universidad de Oklahoma City, en las que promedió 23,1 puntos y 13,7 rebotes por partido. Anotó 30 puntos en un partido que le enfrentó a los Kansas Jayhawks de Wilt Chamberlain en la final regional del Suroeste del Torneo de la NCAA. Conserva el récord de su universidad de más tiros libres anotados.

### Profesional
Fue elegido en la decimoquinta posición del Draft de la NBA de 1958 por St. Louis Hawks, donde jugó una temporada, en la que promedió 5,0 puntos y 4,9 rebotes por partido. Nada más comenzada la siguiente fue traspasado junto con Dave Gambee a los Cincinnati Royals a cambio de Dave Piontek. donde su primera temporada fue la más productiva de su carrera, promediando 9,7 puntos, y acabando como segundo mejor reboteador del equipo, con 8,9 rebotes.
Antes del comienzo de la temporada 1963-64 fue despedido, fichando al día siguiente como agente libre por Los Angeles Lakers, donde fue uno de los últimos hombres del banquillo, disfrutando de los pocos minutos que le dejaban Leroy Ellis y Rudy LaRusso, promediando 1,7 puntos y 2,3 rebotes por partido. Jugó una temporada más con los Detroit Pistons antes de retirarse definitivamente.

## Estadísticas de su carrera en la NBA

### Temporada regular
| Temporada | Edad | Equipo             | Liga | P   | TIT | MIN  | TC  | TCA | %TC  | 3P | 3PA | %3P | TL  | TLA | %TL  | R.OF. | R.DEF. | REB | ASIS | ROB | TAP | PER | FP  | PTS |
| 1958-59   | 22   | St. Louis Hawks    | NBA  | 65  |     | 14.6 | 2.1 | 4.9 | .429 |    |     |     | 0.8 | 1.1 | .746 |       |        | 4.9 | 0.5  |     |     |     | 2.6 | 5.0 |
| 1959-60   | 23   | TOTAL              | NBA  | 71  |     | 25.6 | 3.8 | 8.5 | .449 |    |     |     | 1.9 | 2.6 | .728 |       |        | 8.6 | 1.0  |     |     |     | 3.2 | 9.5 |
| 1959-60   | 23   | St. Louis Hawks    | NBA  | 2   |     | 8.5  | 0.5 | 1.5 | .333 |    |     |     | 0.0 | 0.0 |      |       |        | 1.0 | 0.0  |     |     |     | 1.0 | 1.0 |
| 1959-60   | 23   | Cincinnati Royals  | NBA  | 69  |     | 26.1 | 3.9 | 8.7 | .450 |    |     |     | 1.9 | 2.7 | .728 |       |        | 8.9 | 1.0  |     |     |     | 3.3 | 9.7 |
| 1960-61   | 24   | Cincinnati Royals  | NBA  | 75  |     | 16.2 | 2.1 | 4.9 | .429 |    |     |     | 1.1 | 1.6 | .697 |       |        | 4.9 | 0.9  |     |     |     | 2.7 | 5.3 |
| 1961-62   | 25   | Cincinnati Royals  | NBA  | 80  |     | 18.1 | 2.5 | 5.8 | .441 |    |     |     | 0.8 | 1.0 | .732 |       |        | 5.5 | 0.7  |     |     |     | 3.3 | 5.8 |
| 1962-63   | 26   | Cincinnati Royals  | NBA  | 80  |     | 16.2 | 2.5 | 5.3 | .466 |    |     |     | 0.9 | 1.2 | .755 |       |        | 5.0 | 1.0  |     |     |     | 3.3 | 5.9 |
| 1963-64   | 27   | Los Angeles Lakers | NBA  | 46  |     | 8.4  | 0.7 | 2.0 | .363 |    |     |     | 0.2 | 0.3 | .667 |       |        | 2.3 | 0.5  |     |     |     | 1.6 | 1.7 |
| 1964-65   | 28   | Detroit Pistons    | NBA  | 62  |     | 12.1 | 1.4 | 3.6 | .380 |    |     |     | 0.6 | 0.9 | .690 |       |        | 3.3 | 0.6  |     |     |     | 2.2 | 3.4 |
| Total     |      |                    | NBA  | 479 |     | 16.4 | 2.3 | 5.2 | .436 |    |     |     | 1.0 | 1.3 | .724 |       |        | 5.1 | 0.8  |     |     |     | 2.8 | 5.5 |

### Playoffs
| Temporada | Edad | Equipo             | Liga | P  | MIN | TCA | TC  | 3PA | 3P | TLA | TL | R.OF. | REB | ASIS | ROB | TAP | PER | FP | PTS | %TC  | %3P | %FT  | MIN  | PTS | REB | AST |
| 1958-59   | 22   | St. Louis Hawks    | NBA  | 4  | 48  | 4   | 11  |     |    | 3   | 6  |       | 17  | 1    |     |     |     | 7  | 11  | .364 |     | .500 | 12.0 | 2.8 | 4.3 | 0.3 |
| 1961-62   | 25   | Cincinnati Royals  | NBA  | 4  | 69  | 9   | 21  |     |    | 3   | 4  |       | 20  | 5    |     |     |     | 9  | 21  | .429 |     | .750 | 17.3 | 5.3 | 5.0 | 1.3 |
| 1962-63   | 26   | Cincinnati Royals  | NBA  | 12 | 190 | 28  | 70  |     |    | 15  | 18 |       | 64  | 10   |     |     |     | 38 | 71  | .400 |     | .833 | 15.8 | 5.9 | 5.3 | 0.8 |
| 1963-64   | 27   | Los Angeles Lakers | NBA  | 1  | 12  | 2   | 4   |     |    | 0   | 2  |       | 2   | 0    |     |     |     | 2  | 4   | .500 |     | .000 | 12.0 | 4.0 | 2.0 | 0.0 |
| Total     |      |                    | NBA  | 21 | 319 | 43  | 106 |     |    | 21  | 30 |       | 103 | 16   |     |     |     | 56 | 107 | .406 |     | .700 | 15.2 | 5.1 | 4.9 | 0.8 |